# ペトロニウス・マクシムス
フラウィウス・ペトロニウス・マクシムス（Flavius Petronius Maximus/恐らくはFlavius Anicius Petronius Maximus、396年頃 – 455年5月31日）は455年に即位し、2か月半在位した西ローマ皇帝である。裕福な元老院議員であり傑出した貴族であった彼は西ローマ軍のマギステル・ミリトゥム（軍務長官）であったアエティウスそして西ローマ皇帝ウァレンティニアヌス3世の暗殺に関与した。マクシムス帝はヴァンダル族によるローマ略奪の際に殺害された。

## 生涯

### 出自と官歴
ペトロニウス・マクシムスは396年頃に生まれており、彼の確かな出自は不明だが、名門アニキア家に属していたと考えられている。後に皇帝となるオリブリオスとは親戚であり、祖父母は裕福な貴族で371年に執政官を務めたセクストゥス・クラウディウス・ペトロニウス・プロブスとアニキア・ファルトニア・プロバ、父はアニキウス・プロビヌスであった。父のアニキウス・プロビヌスは364年にイリュリクム属州長官になり、366年にはガリアそして368年から375年にはイタリアの民政総督をおのおの務め、395年に執政官に就任していた。
マクシムスは若くから官界入りしており、知られている最初の官職は411年頃に就任した法務官であり、415年には帝国官僚の登竜門である護民官付書記官となり、次いで416年から419年の間に帝室財務長官 (英語版) を務めている。
420年1月/2月から421年8月/9月に彼は首都長官に就任し、聖ペテロ大聖堂の修復を行い、439年以前に彼はもう一度この官職に就いている。さらに彼は421年から439年の間のいづれかに近衛軍団長官に任命され、この官職かまたは二度目の首都長官の時期の433年に執政官に選ばれた。
439年8月から441年2月までイタリア民政総督に就任し、その後、443年に二度目の執政官に選ばれた。445年にパトリキ（貴族）に叙爵され、この年までにラビカナ街道と聖クレメンテ聖堂の間の カエリウスの丘に公共広場を建設した。この年、彼は西ローマ帝国で最も名誉ある地位にあったが、それも翌年に軍務長官のアエティウスが三度目の執政官に選ばれるまでであった。
ペトロニウス・マクシムスと有力者のアエティウス将軍との不和が西ローマ帝国に次々と災厄をもたらすことになる。しかしながら、当初はこの災厄で最も利益を得たのはペトロニウス・マクシムスであり、454年にアエティウスが、次いで翌455年3月16日に皇帝ウァレンティニアヌス3世が暗殺されたことにより、彼が帝位を手に入れることになった。

### ウァレンティニアヌス3世暗殺とマクシムスの即位

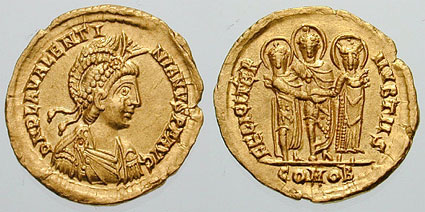
ウァレンティニアヌス3世

歴史家アンティオキアのヨハネスの記述によれば、マクシムスはアエティウスを粛清するよう皇帝ウァレンティニアヌス3世を唆し、その結果、皇帝自らの手によってアエティウスが殺害されたという。
ヨハネスの年代記によれば、ある日、皇帝ウァレンティニアヌス3世とマクシムスが賭博を行いマクシムスが負け、手持ちの金がなかった彼は指輪を担保として取られた。ウァレンティニアヌス3世はかねてからマクシムスの美人で貞淑な妻ルキニアに懸想しており、この指輪を使ってルキニアを宮廷に呼び出した。夫の呼び出しを受けたと信じて疑わなかったルキニアだが、そこはウァレンティニアヌス3世の寝室だった。皇帝の誘惑を頑なに拒んだ彼女だが、皇帝は彼女の衣を脱がせて犯してしまった。夫が皇帝に自分を売ったと信じた彼女は帰宅すると彼の裏切りを激しく非難した。マクシムスは復讐を誓うと同時に人々から憎まれていた、この卑しむべき仇に取って代わる野心を抱いた。
アンティオキアのヨハネスの年代記によれば、マクシムスはマギステル・ミリトゥム（軍務長官）のアエティウス将軍が生きている限り復讐は実現できないと考え、彼を除くことにした。そのため、彼はウァレンティニアヌス3世の宦官である侍従長 (英語版) のヘラクリウスと共謀した。皇帝への影響力を強めることを望んでいたヘラクリウスはアエティウスと長い間対立していた。二人はウァレンティニアヌス3世に対し、アエティウスが彼を暗殺して自らが皇帝になろうとしていると吹き込み、彼を抹殺するよう説得した。454年9月21日、ウァレンティニアヌス3世はアエティウスとの会合の席において、ヘラクリウスの助けを受けてアエティウスを自らの手で刺殺した。

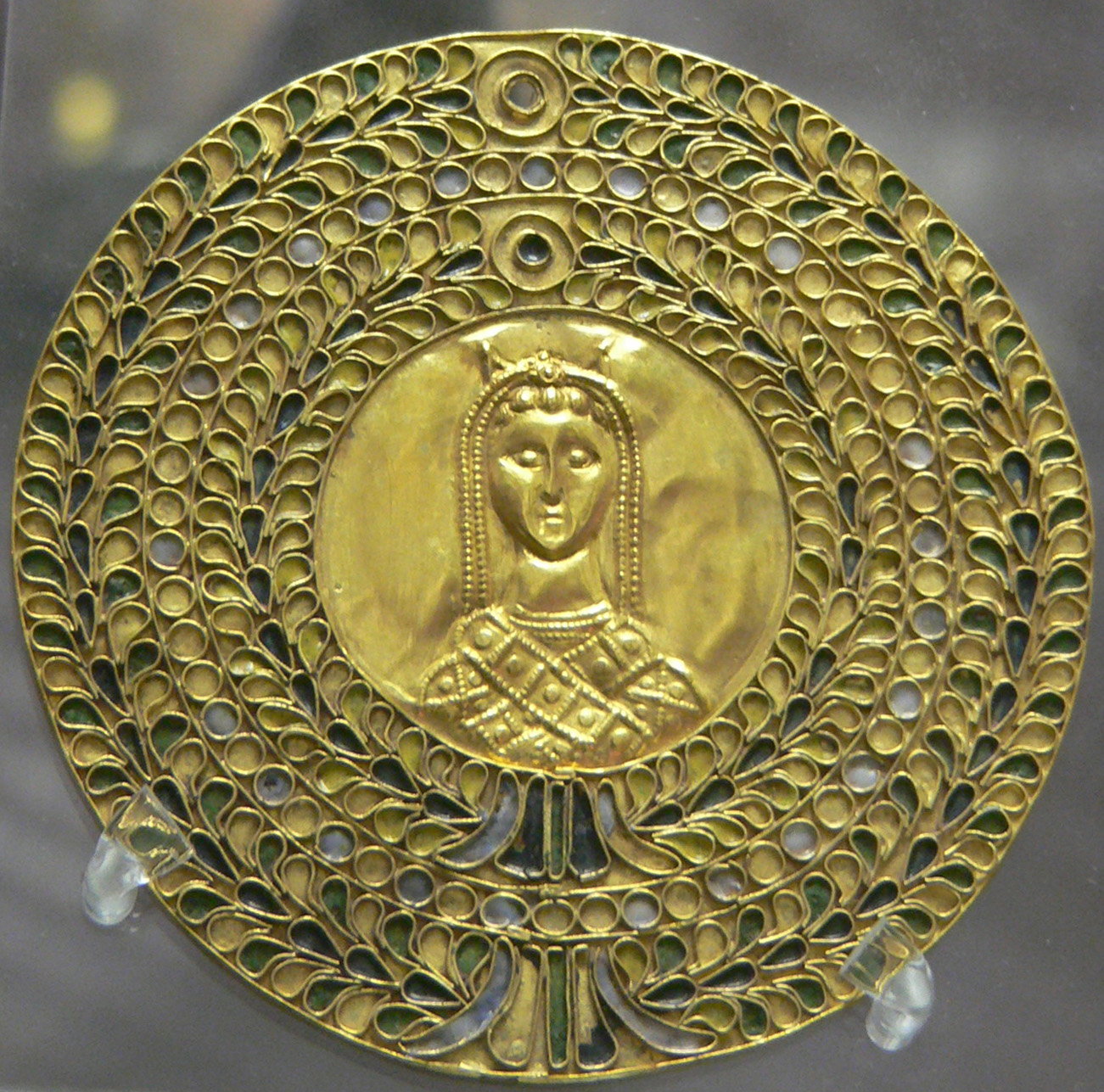
リキニア・エウドクシア
ウァレンティニアヌス3世とマクシムス帝の二人の皇帝の皇后となった。

アエティウスが殺されるとマクシムスはウァレンティニアヌス3世に対してアエティウスの役職だった軍務長官職に就けてくれるよう頼むが、皇帝はこの望みを拒否した。これはヘラクリウスが何者にもアエティウスが有していた権力を与えてはならないと皇帝に助言していたためであり、アンティオキアのヨハネスによれば、マクシムスはウァレンティニアヌス3世の拒否に苛立ち、彼を暗殺すると決めたという。彼はスキタイ族のオプティラとトラウスティラを共犯者に選び、彼らはアエティウスの元部下であり、将軍の死後はウァレンティニアヌス3世の護衛を務めていた。
マクシムスはウァレンティニアヌス3世がアエティウス殺害の首謀者であり、二人は元上官の仇を討たねばならないと説得し、さらに報酬も約束した。455年3月16日、ローマに滞在していたウァレンティニアヌス3世はオプティラとトラウスティラそしてその部下たちを護衛に従えてカンプス・マルティウスを訪れた。皇帝が弓射の訓練のために下馬するとオプティラと部下たちが近寄り、神殿内で彼を刺した。ウァレンティニアヌス3世が暴漢を見ようと振り返ったところでオプティラが止めを刺した。同時にトラウスティラがヘラクリウスを殺害した。二人のスキタイ人は帝冠と紫衣を剥ぎ取り、マクシムスに送り届けた。
ウァレンティニアヌス3世の突然のむごたらしい死により、西ローマ帝国は明確な皇帝後継者が存在しない状態となり、皇帝官僚や軍隊は幾つかの党派に分かれておのおの皇帝候補を推した。とりわけ軍隊は三派に分かれた。一人目がアエティウスの元護衛隊長だったマクシミアヌスで、彼はローマで資産家となったエジプト人商人ドムニヌスの子であった。二人目が後に皇帝となるマヨリアヌスであり、彼はアエティウスの没後に軍隊の指揮を執り、皇后リキニア・エウドクシアの支持を受けていた。そして三人目がマクシムスであり、元老院の支持を取り付けていた。結局、この競争に勝ったのはマクシムスで、3月17日に即位し、帝位を確保するために廷臣たちに金をばらまいた。

### 治世と死

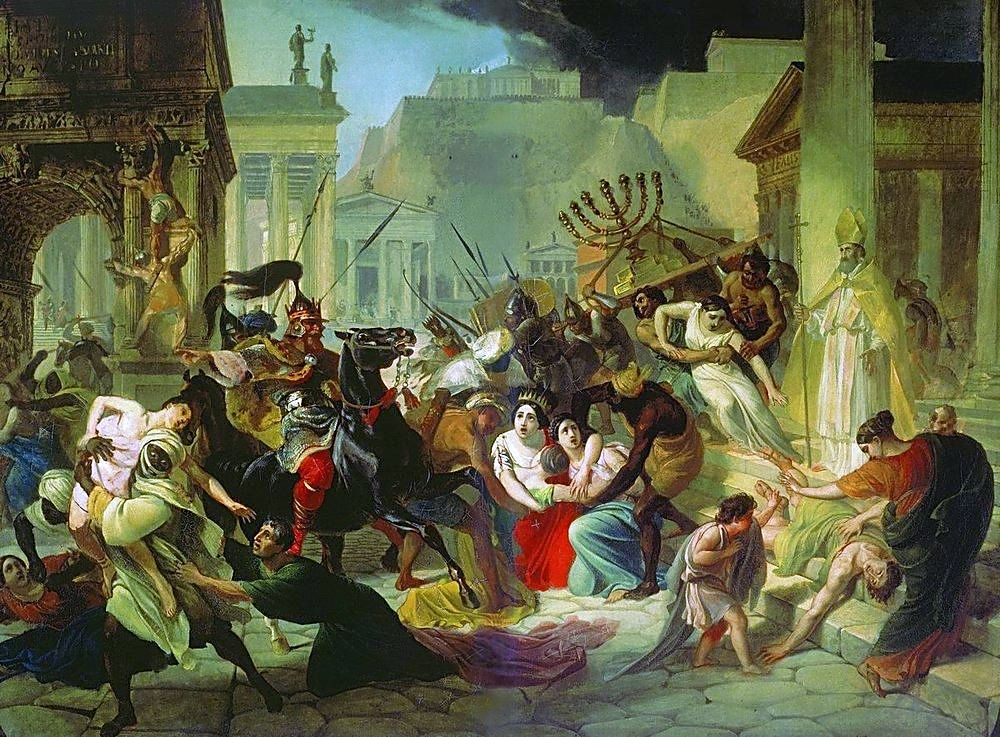
ヴァンダル族のローマ劫掠。
カール・ブリューロフ画、1833年 - 1836年

宮廷を掌握したマクシムス帝は自らの権力を固めるためにウァレンティニアヌス3世の未亡人リキニア・エウドクシアと結婚した。エウドクシアは亡帝の暗殺にマクシムス帝が関与してると疑っており、不承不承この結婚を受け入れた。コンスタンティノープルの東ローマ宮廷は彼の即位を承認せず、このため、マクシムス帝は自らの立場を強化するためにアウィトゥスをマギステル・ミリトゥム（おそらくイタリア軍区司令官）に任命してトゥールーズへ送り、西ゴート族の支援を受けようとした。さらにマクシムス帝はウァレンティニアヌス3世の皇女エウドキアと息子のパッラディウス（415年頃/425年頃 - 455年3月）とを結婚させた。ウァレンティニアヌス3世は生前、ヴァンダル王ガイセリックとの間で皇女エウドキアとヴァンダル王子フネリックとの結婚が取り決めていたようであり、さらに絶望したエウドクシアがヴァンダル宮廷に助けを求めたことが彼に口実を与え、ヴァンダル族はイタリア侵攻を準備した。
マクシムス帝が即位して2か月たった5月にガイセリックがイタリアへ向けて出帆したとの知らせがローマに届いた。この知らせが広まると市内はパニックに陥り、住民の多くが逃げ出し始めた。マクシムス帝はこの事態に全くの無為無策だった。期待していたアウィトゥスが引き連れてくるはずの西ゴート族の援軍はいまだ到着しておらず、皇帝はヴァンダル族を防ぐことはできないと考え、逃亡を試み、元老院議員たちにともに逃げるよう急き立てた。だが、大混乱の中、マクシムス帝は護衛や側近たちに見捨てられ、自身で逃げる算段をせねばならなくなる。
455年5月31日、街頭に出たマクシムス帝は激昂した群衆に遮られ、彼らは皇帝に石を投げつけ死に至らしめた（ある史料によれば皇帝はウルサスという名の一兵士に殺害されたという）。彼の死体は切り刻まれ、テヴェレ川に投げ捨てられた。彼の在位は僅か75日間だった。副帝（カエサル）に任じられていた皇子パッラディウスもおそらく処刑されている。
マクシムス帝の死から2日後の6月2日、ガイセリックは市内に入り、2週間にわたり略奪の限りを尽くした。ローマ教皇レオ1世の懇願に応えて都市の略奪につきものの放火、虐待そして殺人は控えたものの、ガイセリックは大量の略奪品に加え、皇后エウドクシアと彼女の二人の皇女のエウドキアとプラキディアを連れて町を去った。456年に皇女エウドキアはヴァンダル王子フネリックと結婚させられた。
混乱の中、しばらく西ローマ皇帝は空位のままだったが、ガリアにいたアウィトゥスが西ゴート王テオドリック2世の後ろ盾を得て7月9日に皇帝たるを宣言し、元老院はやむなくこれを認めさせられた。